# Nearchaster
Nearchaster is een geslacht van zeesterren uit de familie Benthopectinidae.

## Soorten
ondergeslacht Nearchaster
- Nearchaster aciculosus (Fisher, 1910)
- Nearchaster musorstomi Aziz & Jangoux, 1985
- Nearchaster pedicellaris (Fisher, 1910)
- Nearchaster variabilis (Fisher, 1910)
- Nearchaster yodomiensis (Goto, 1914)

ondergeslacht Myaster
- Nearchaster fisheri Döderlein, 1921